# Sustead
Sustead é uma vila e freguesia no distrito de North Norfolk em Norfolk, Inglaterra, cerca de 20,4 milhas (32,8 km) de Norwich.

## Transporte
A via principal é a B1436, que vai de Sheringham até Norwich. 

## História
A vila é mencionada no grande censo de 1086 conhecido como oLivro de Domesday, onde é descrito como uma Surstede, sutstede

### Igreja
A igreja de Sustead, denominada " Santa Peter & Paul".
.

## Galeria

Sustead
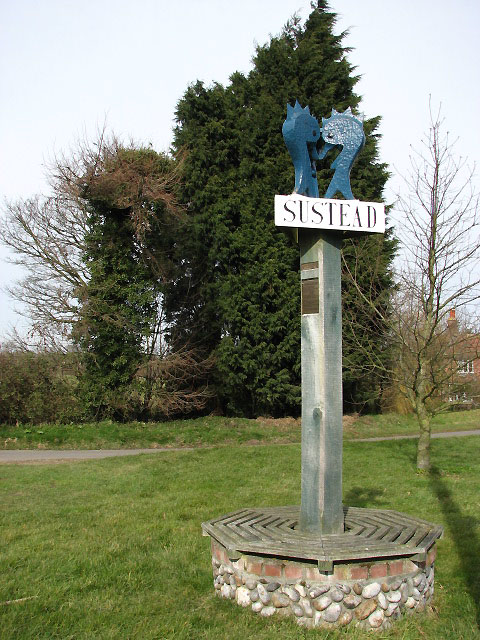
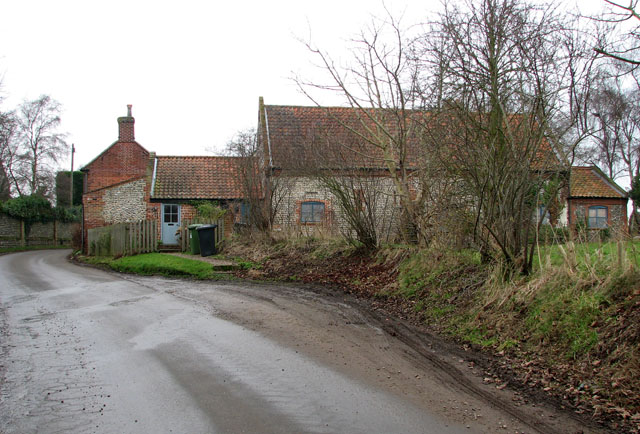
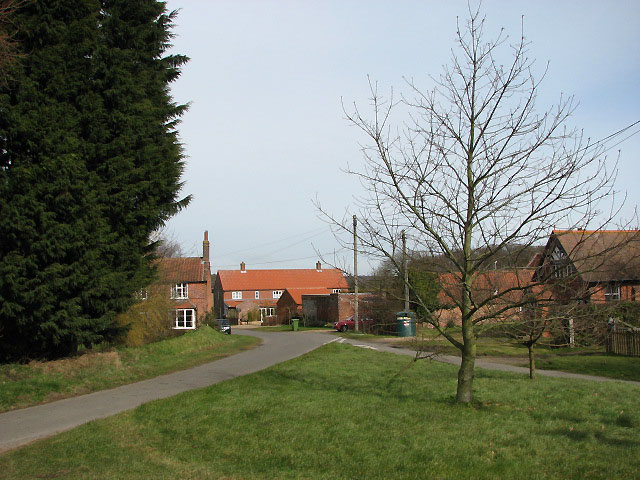